# قطعنامه ۱۸۰۶ شورای امنیت
قطعنامه  ۱۸۰۶ شورای امنیت سازمان ملل متحد که در تاریخ ۲۰ مارس ۲۰۰۸ تصویب شد، سندی بین‌المللی دربارهٔ اوضاع در افغانستان است. این قطعنامه طی نشست ۵۸۵۷ام با ۱۵ رای موافق، ۰ مخالف و ۰ ممتنع تصویب شد.